# Mini
Mini — модель малого та дешевого міського автомобіля з поперечно розташованим двигуном та приводом на передні колеса під логотипом Mini вироблялась компаніями Austin Motor Company і Morris Motor Company в 1959–2000 роках у Великій Британії. Модель на ринку користувалася великим попитом і тому трохи пізніше 1959 до випуску цієї моделі приєдналися також інші англійські автобудівники: British Motor Corporation (BMC), British Leyland та Rover.
Дизайн розроблений Алеком Іссігонісом. Mini вважається британською «іконою» або «культовим авто» 1960-х років.
Всього було виготовлено 5 505 874 автомобілів Mini.
З 2001 року концерн BMW випускає інший автомобіль під цим же логотипом.

## Історія

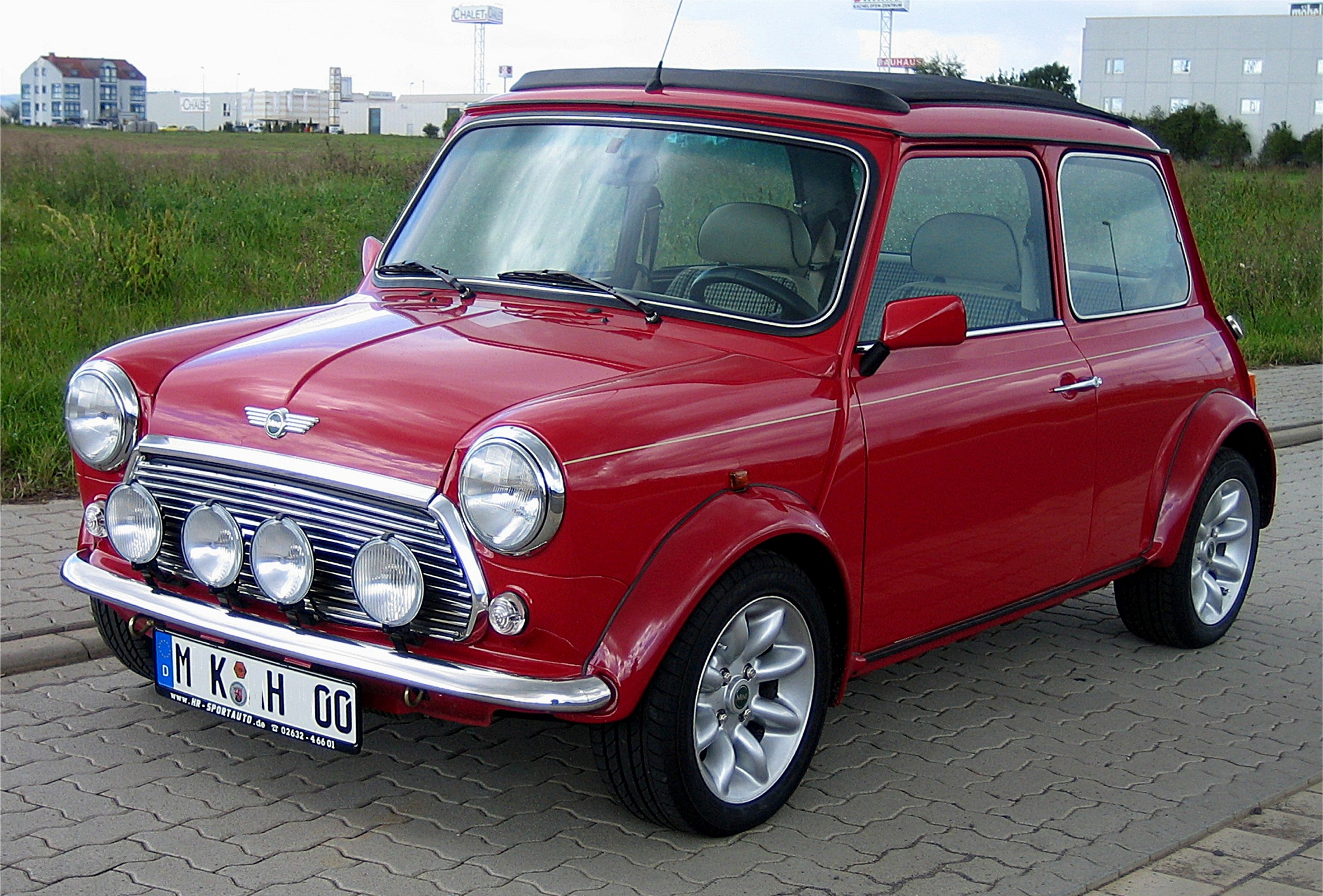
Mini випуску 2000 року

1959 року сер Алек Іссігоніс представив перший малогабаритний автомобіль Austin Mini з поперечним розташуванням двигуна. Аж до середини 1950-х років у Великій Британії не існувало доступного компактного автомобіля. Саме в цей час перед Алеком Іссігонісом, дизайнером і конструктором компанії British Motor Corporation, поставлено завдання розробити малогабаритний автомобіль для чотирьох осіб. В результаті відбулася справжня революція в області дизайну компактних автомобілів. Практично все в новій машині було втілено вперше, зокрема, коробка передач, інтегрована з масляним картером, і багато іншого. Поєднання переднього приводу з поперечним розташуванням двигуна дозволило випускати автомобіль з довжиною кузова 3 метри при збереженні обсягу салону. Все це принесло Алеку Іссігонісу репутацію генія.
1961 року Джон Купер, конструктор Формули-1, був настільки захоплений надійністю і керованістю крихітного автомобіля, що вирішив забезпечити його потужнішим двигуном, дисковими гальмами і контрастним двокольоровим забарвленням, що стало згодом візитною карткою Mini. Модифікація Mini Cooper — саме так була названа нова спортивна версія — стала бажаним гостем у найпрестижніших кварталах Лондона.
1963 року з'явилась нова модель Mini Cooper S з потужнішим двигуном. Саме ця машина стала справжньою легендою автоспорту. 1964 року Mini Cooper перемагає в найскладнішому ралі на планеті: ралі Монте-Карло. Водіїв Падді Гопкірка і Генрі Ліддона вшановували, як героїв, а сам автомобіль безстрашно кинув виклик більшим і досвідченішим суперникам, назавжди підкоривши серця любителів автоперегонів. Перемога виявилася не випадковою: вже наступного року команда Тімо Макінен і Пол Істер також зійшли на найвищу сходинку п'єдесталу, а 1967 року Mini Cooper S під управлінням Рауно Аалтонена і Генрі Ліддона знову виявився переможцем ралі Монте-Карло.
1969 року на екрани світу вийшов фільм «Пограбування по-італійськи» (англ. The Italian Job). Героями цієї гангстерської стрічки були не тільки неперевершений Майкл Кейн і Ноель Кауард, але і Mini — за його допомогою вдалося створити найбільшу дорожню пробку в історії кінематографу. У 1970-ті роки Mini став найуспішнішим за обсягом продажів автомобілем в Європі. 1986 року з конвеєра зійшов п'ятимільйонний Mini. В 1989–1990 років Mini був нерозривно пов'язаний з ім'ям Містера Біна (якого зіграв англійський актор-комік Роуен Аткінсон).
2000 року відбувся випуск чотирьох спеціальних модифікацій і закінчилося виробництво старої британської моделі Міні.

### Двигуни
- 848 см3 (0.8 л) Р4 34-37 к.с.
- 950 см3 (1.0 л) Р4
- 970 см3 (1.0 л) Р4 65 к.с.
- 997 см3 (1.0 л) Р4 54-55 к.с.
- 998 см3 (1.0 л) Р4 44-60 к.с.
- 1,071 см3 (1.1 л) Р4 70 к.с.
- 1,098 см3 (1.1 л) Р4 48 к.с.
- 1,275 см3 (1.3 л) Р4 58-76 к.с.

## Міні від BMW
Враховуючи ринковий успіх модерної реплікації колись успішної, історичної і також «культової» моделі «Жука» (VW New Beetle, випуск з 1997 р.), керівництво концерну BMW вирішило в 2001 році розпочати випуск власної моделі «Міні» з трохи трансформованою назвою Міні. Але вже в преміум-класі, як і все, що випускається під маркою BMW. Оновлений старий автозавод в Оксфорді почав випуск нової моделі Mini.

## Міні в кіно
- у британському детективі «Італійське пограбування» (The Italian Job), з Майклом Кейном в головній ролі (1968)
- У бойовому трилері Ідентифікація Борна (2002) герой Метта Деймона ганяє на старенькому пошарпаному Mini на шаленій швидкості вузькими вулицями Амстердама, робить запаморочливі маневри, іноді навіть на двох колесах.
- Модель Mini Cooper жовтого кольору з чорним капотом є постійним супутником головного персонажа британського коміка Ровена Аткінсона в популярному серіалі «Містер Бін» та його численних мультиплікаціних версіях-продовженнях.
- У фільмі "Пограбування по-італійськи" Героїня Шарліз Терон під`їжджає до свого офісу на червоному "Mini" 2000 року випуску.